# Оптическое явление

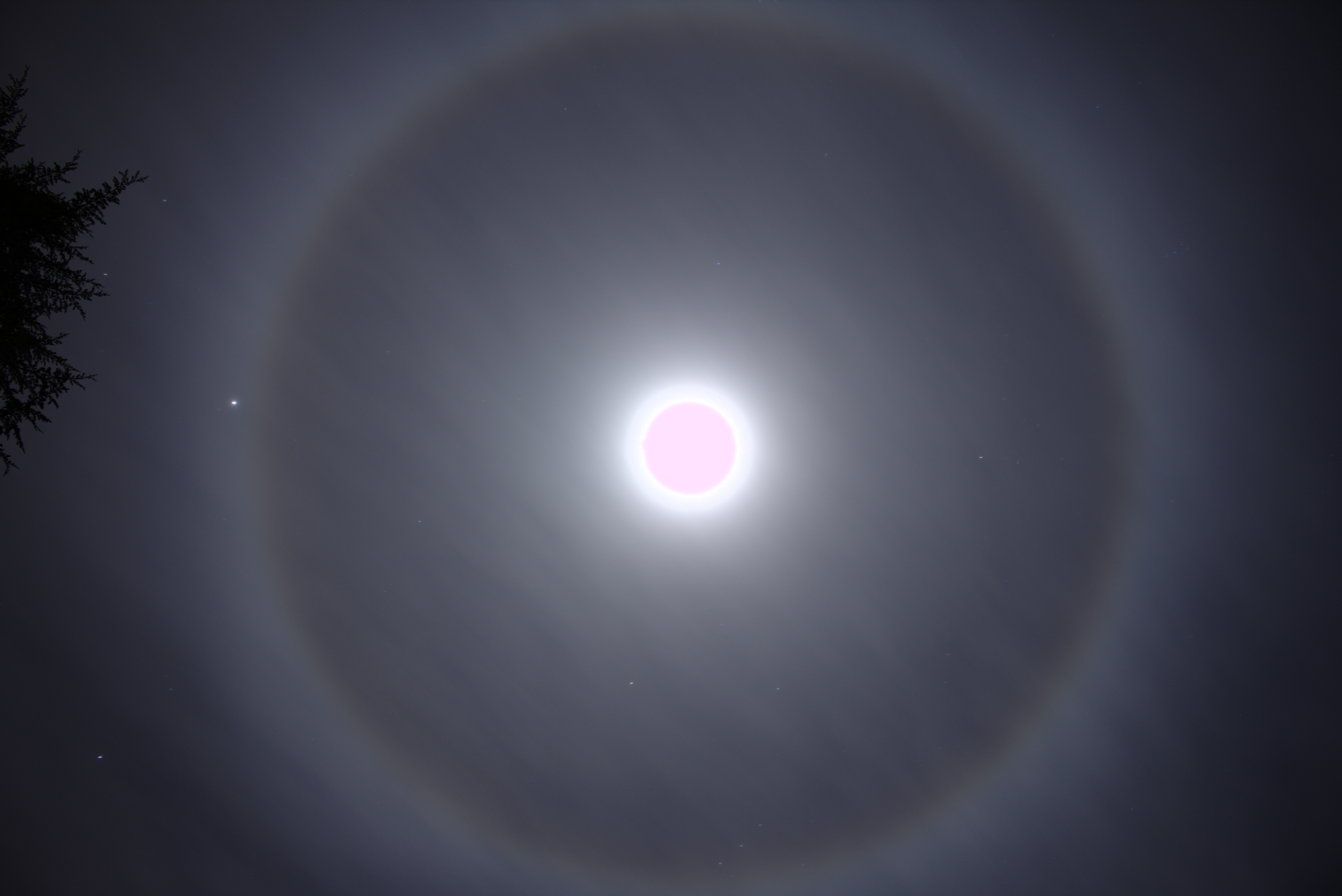
22° гало вокруг лунного диска. Калифорния (США), декабрь 2013 года.

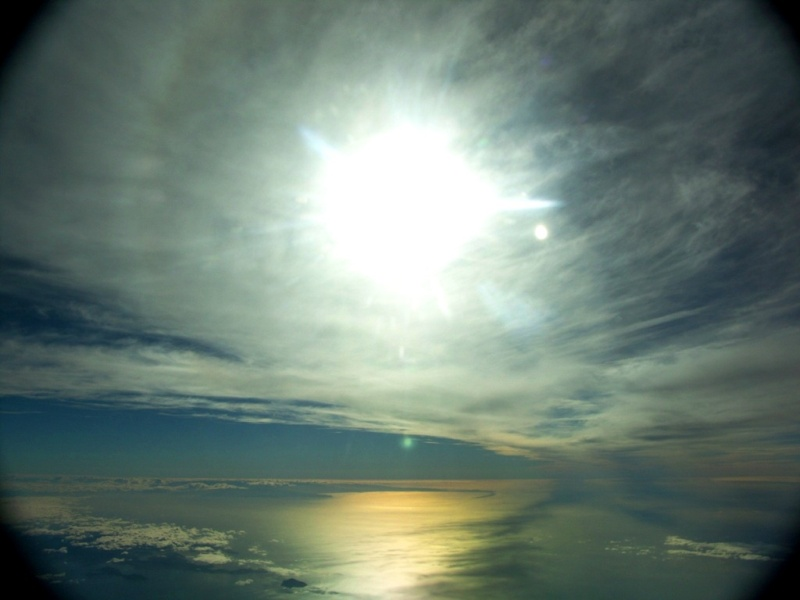
Солнечное гало. 41-я параллель южной широты (юго-западная часть Тихого океана), февраль 2006 года.

Оптическое явление — это любое наблюдаемое событие, возникающее в результате взаимодействия света и материи. Световое явление — это всё, что связано с возникновением света, его распространением и взаимодействием с веществом. Оптические явления отличаются огромным разнообразием.

## Общие сведения
Все оптические явления совмещены с квантовыми явлениями. Обычные оптические явления часто возникают из-за взаимодействия света Солнца или Луны с атмосферой, облаками, водой, пылью и другими частицами. Самый распространённый и широко известный пример — радуга, образующаяся, когда солнечный свет отражается и преломляется каплями воды; другие яркие примеры — молния, мерцание звёзд в ночном небе, игра света в потоке воды. Некоторые оптические явления такие как, например, «зелёный луч», настолько редки, что иногда даже считаются вымышленными. Некоторые оптические явления — это просто интересные аспекты оптики. Например, в школах на уроках физики наглядно показывается такое явление как дисперсия света с помощью оптической призмы.
Оптические явления делятся на четыре группы:
- Возникающие из-за оптических свойств атмосферы[4]
- Природные, но не атмосферные оптические явления
- Возникающие из-за оптических свойств объектов, как естественных, так и созданных человеком (оптические эффекты)
- Связанные со зрением человека (энтоптические явления)

Также в нижеследующем списке перечислены необъяснимые явления, которые могли бы иметь оптическое объяснение, и «оптические иллюзии», для которых оптические объяснения были исключены.
Существует множество оптических явлений, которые обусловлены свойством природы, известным как корпускулярно-волновой дуализм (свет может одновременно быть и частицей и волной). Некоторые из этих явлений практически (или совершенно) незаметны невооружённым глазом и регистрируются только с помощью специальных приборов. Среди известных оптических явлений такого рода можно отметить искривление света от звезды Солнцем, наблюдаемое во время солнечного затмения. Это доказывает, что пространство-время искривлено, как и утверждает теория относительности.

## Атмосферные оптические явления
Основная статья — Список атмосферных оптических явлений
Основные атмосферные оптические явления, связанные с поляризацией света подробно описаны в книге Г. П. Кённена «Поляризованный свет в природе». О примечательных комбинациях атмосферных оптических явлений пишет в своей книге «Свет и цвет на открытом воздухе» Марсель Минаэрт.
- Альпийское сияние
- Антигелий
- Броккенский призрак
- Венцы
- Водяное небо
- Гало
  - 22° гало[англ.]
  - Ложная луна
  - Паргелий
- Глория
- Заря
- Зелёный луч
- Зенитная дуга
- Ледовый отблеск
- Мгла
  - Пыльная мгла
  - Снежная мгла
- Мираж
  - Фата-моргана
- Молния
  - Зарница
  - Молния в верхних слоях атмосферы[англ.]
    - Спрайт
- Нимб[нем.]
- Облака
  - Перламутровые облака
  - Радужные облака[англ.]
  - Серебристые облака
- Огни землетрясений[англ.]
- Огни святого Эльма
- Округло-горизонтальная дуга
- Полоса Александра
- Полярное сияние
- Послесвечение
- Пояс Венеры
- Радуга
  - Двойная радуга
  - Лунная радуга
  - Монохромная радуга[англ.]
  - Огненная радуга
  - Туманная радуга
- Свечение воздуха
- Солнечный столб
- Стив
- Сумеречные лучи
  - Противосумеречные лучи
- Тень Земли
- Эффект Тиндаля

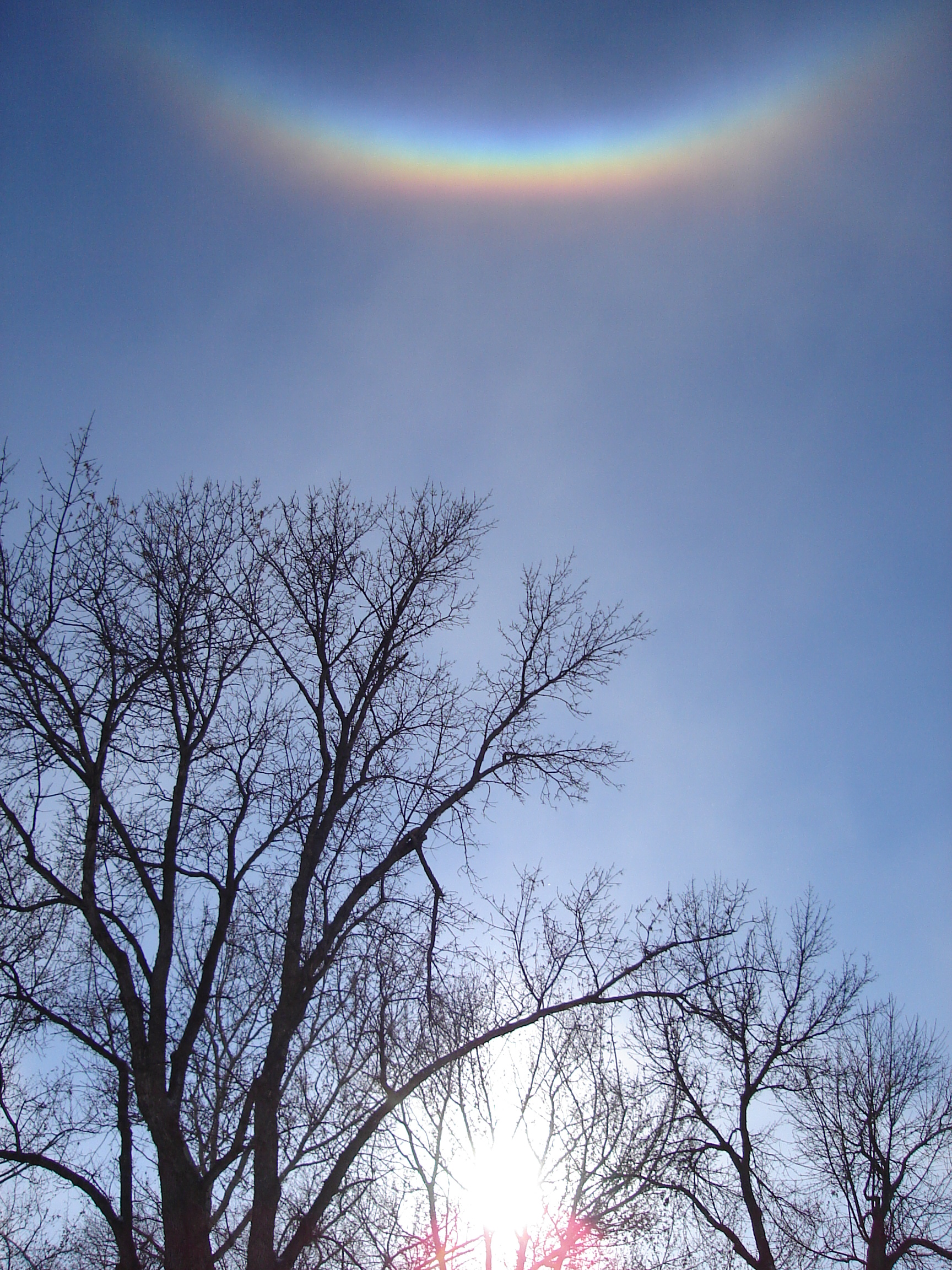
Зенитная дуга над Северной Дакотой (США), январь 2007 года.
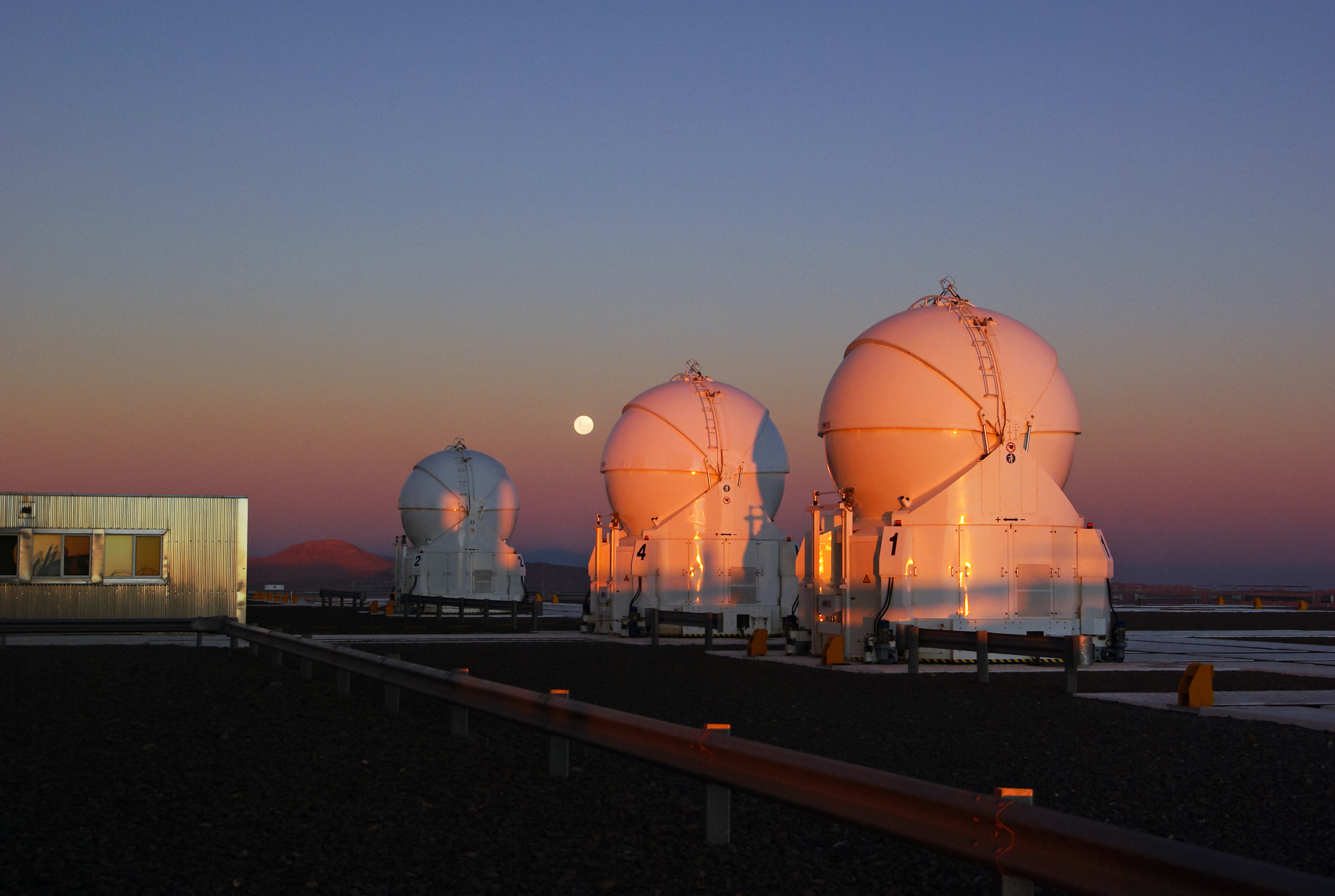
Пояс Венеры над Паранальской обсерваторией (Чили), август 2013 года.
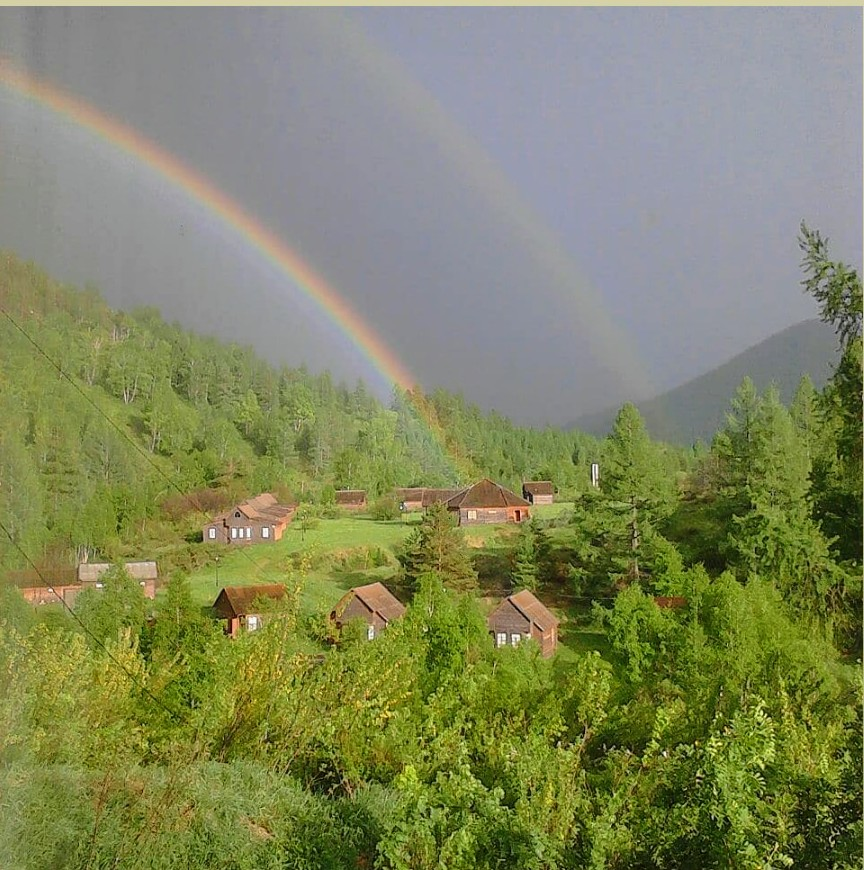
Двойная радуга над Денисовой пещерой (Алтайский край, Россия), июль 2018 года.
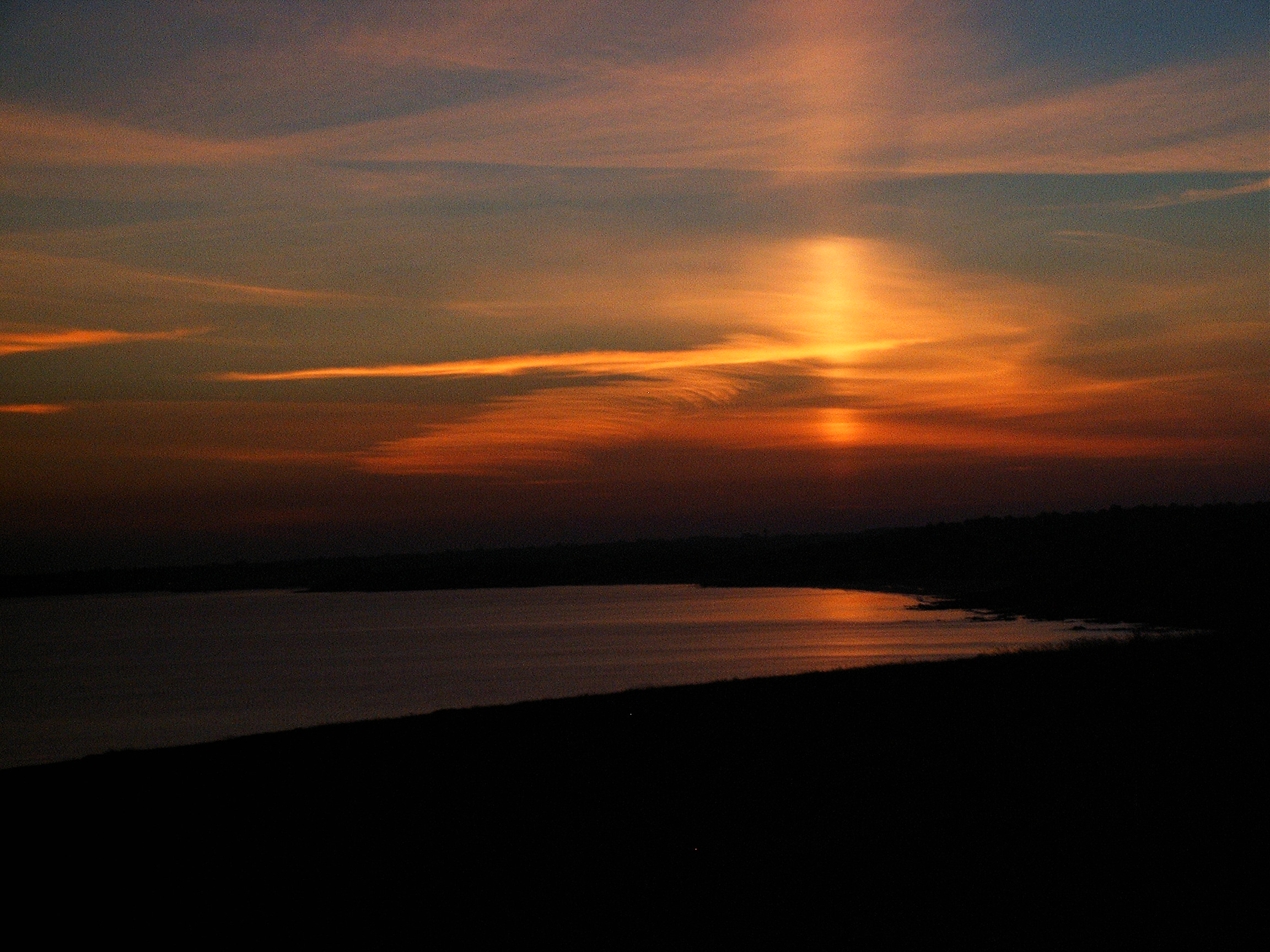
Солнечный столб над Финистером (Франция), июль 2005 года.
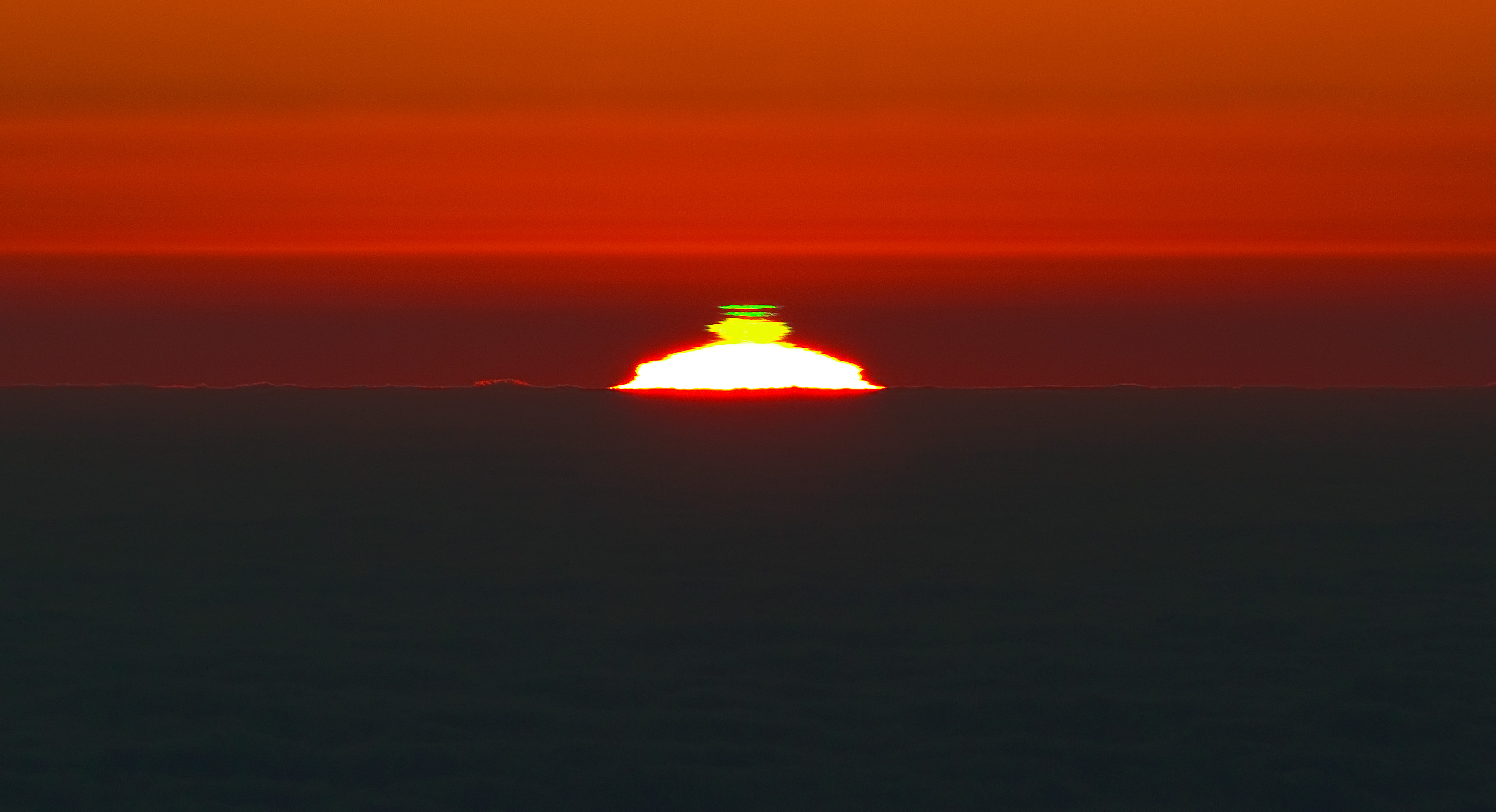
Двойной зелёный луч над горой Серро-Параналь (Чили), ноябрь 2011 года.
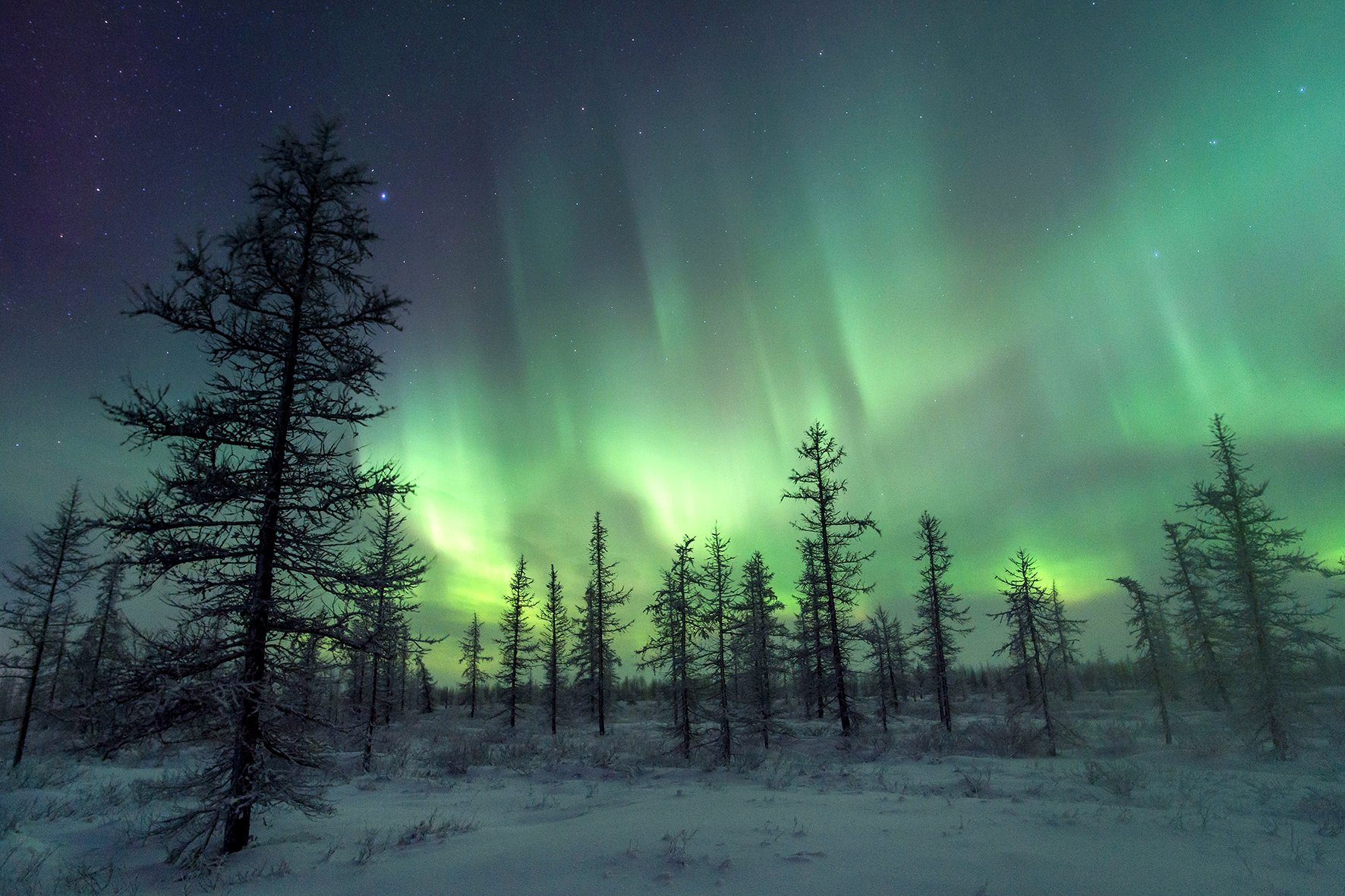
Полярное сияние над Ямало-Ненецким автономным округом (Россия)

## Неатмосферные оптические явления

### Основные явления
- Дихроматизм[англ.]
- Зодиакальный свет
  - Противосияние
- Иризация
- Люминесценция
  - Биолюминесценция
  - Сонолюминесценция — звук превращается в свет.
  - Триболюминесценция — свет, возникающий при разрушении кристаллических тел.
  - Флуоресценция
  - Фотолюминесценция
    - Фосфоресценция

  - Хемилюминесценция
  - Электролюминесценция
- Отражение
  - Диффузное отражение
- Преломление
- Тень

### Прочие оптические эффекты
- Астеризм — оптический эффект в минералогии.
- Внутреннее отражение
  - Светоделительный куб
- Двойное лучепреломление
- Дисперсия света
- Катодолюминесценция
- Каустика
- Кольца Ньютона
- Метамерия — свойство зрения, при котором свет различного спектрального состава может вызывать ощущение одинакового цвета.
- Муаровый узор — возникает при наложении двух периодических сетчатых рисунков.
- Оптический вихрь[англ.] — ноль оптического поля; точка нулевой интенсивности.
- Плеохроизм — способность некоторых кристаллов обнаруживать различную окраску в проходящем через них свете при рассматривании по различным направлениям.
- Рассеяние Ми — объясняет, почему облака и молоко белого цвета.
- Рэлеевское рассеяние — объясняет, почему небо синее, а закаты красные.
- Чётки Бейли — частицы солнечного света, видимые при полных солнечных затмениях.
- Эффект Зелигера
- Эффект кошачьего глаза[англ.] — эффект оптического отражения, наблюдаемый в некоторых драгоценных камнях, древесине и углепластиках.
- Эффект Умова

### Энтоптические явления
Основная статья — Энтоптический феномен
- Дифракция света через ресницы
- Монокулярная диплопия (или полиплапия) от отражений на границах между различными средами зрения
- Образы Пуркинье[англ.] — отражения объектов от структуры глаза.
- Фосфены от стимуляции палочек и колбочек глаза или других нейронов зрительной системы, не светом (например, механическим или электрическим воздействием)
- Щётка Гайдингера

### Оптические иллюзии
Основная статья — Оптическая иллюзия
- Иллюзия Луны — иллюзия, которая заключается в том, что Луна низко над горизонтом кажется в несколько раз больше, чем когда она находится высоко в небе.
- Форма неба — «небесная чаша»

## Необъяснённые оптические явления
Некоторые явления пока не получили окончательного объяснения и, возможно, они являются какой-то формой оптических явлений. Некоторые считают многие из этих «таинственных явлений» просто выдумкой, местными туристическими достопримечательностями, которые не заслуживают тщательного изучения. Ниже перечислены несколько наиболее известных таких явлений, которые вполне могли бы иметь оптическое объяснение.
- Огненные шары Наг — феномен, наблюдающийся раз в год на реке Меконг в Таиланде (регион Исан) и в Лаосе. Заключается в том, что из глубин реки поднимаются светящиеся шары, похожие на красноватые куриные яйца. Шары поднимаются на 10—20 метров над уровнем воды и исчезают.
- Огни долины Хесс[англ.] — огни неизвестного происхождения наблюдаются в окрестностях деревни Хессдален[англ.] (коммуна Хультолен, губерния Трёнделаг, Центральная Норвегия) минимум с 1930-х годов.
- Огни Мин-Мин[англ.] — огни неизвестного происхождения наблюдаются в австралийском аутбэке минимум с 1918 года.
- Огни Саратоги[англ.] — огни неизвестного происхождения наблюдаются в Большой Чаще[англ.] Восточного Техаса (США).

См. также статьи Блуждающие огни и Неопознанный летающий объект